# القصة الأصلية (فلم)
القصة الأصلية (بالإنجليزية: The Nativity Story) وهو فيلم ملحمي تم إنتاجه في 2006 مبني على ميلاد يسوع وهو من بطولة كيشا كاستل هيوز وشهره اغداشلو وأوسكار إسحاق وكيران هايندز وهيام عباس وشان طوب، بدأ تصويره في 1 مايو 2006 في مدينة ماتيرا في إيطاليا وفي ورزازات في المغرب وفي كراكو في إيطاليا وثم أنتج في الولايات المتحدة والإتحاد الأوروبي والفاتيكان وهو من إخراج كاثرين هاردويغ وموسيقى مايكل دانا.

## القصة
تدور قصة الفيلم عن أحداث ولادة المسيح والمشاكل التي عصفت بمريم العذراء ويوسف النجار أثناء ذلك وهربهم من بيت لحم بعد ذلك إلى مصر بعد مطاردة هيرودس لهم.

## البطولة
- كيشا كاستل هيوز بدور مريم العذراء
- أوسكار إسحاق بدور يوسف النجار
- هيام عباس بدور حنة (أم مريم العذراء)
- شاون طوب بدور يهوياقيم
- كيران هايندز بدور الملك هيرودس
- شهره اغداشلو بدور أليصابات
- ستانلي تاونسند بدور زكريا
- ألكسندر صديق بدور الملاك جبرائيل
- إريك إيبوني بدور بلطاصر
- أليساندرو جيجيلي بدور أنتيباس

## روابط خارجية
- مقالات تستعمل روابط فنية بلا صلة مع ويكي بيانات